# 雅达纳崩大学
參數所指定的目標頁面不存在，建議更正成存在頁面或直接建立下列一個頁面（建立前請先搜尋是否有合適的存在頁面可以取代）：
- 雅达纳崩

雅达纳崩大学（[jədənàbòʊɰ̃ tɛʔkəθò]），另译雅德纳崩大学，是缅甸曼德勒的一所公立文理大学。该大学位于曼德勒郊区阿玛拉普拉县的东达曼湖湖畔，提供文理学士和硕士学位课程，主要面向曼德勒郊区及周边地区的学生。

## 历史
雅达纳崩大学于2000年开办，当时名为雅达纳崩学院，为来自该市周边郊区的学生提供服务。这一举措被广泛认为是缅甸军政府计划将大学生分散到全国各地的许多大学和学院的一部分。1996年12月至2000年7月，仰光学生示威活动爆发后，缅甸所有文理学院均被关闭，而大多数大学生都就读于这些学院。2000年大学重新开放时，原本要就读曼德勒市中心曼德勒大学的学生现在必须就读雅达纳崩大学。
2003 年，雅达纳崩学院被军政府“升级”为雅达纳崩大学。雅达纳崩大学于2003年1月举行了第一届毕业典礼。该大学向4,148名毕业生颁发了学位。

## 汉语教学
雅达纳崩大学于2017年12月11日启动汉语教学点，每年开设两届学习班，每届大概有2到3个月时间（即45-60学时），每届均有200名左右学员（包括雅达纳崩大学的教师、教授、公务员及学生）学习汉语。

## 知名校友
- 朴泽亚陶：前政治犯；人民院 (緬甸)议员（2012至2021年）